# The Sound of Johnny Cash
The Sound of Johnny Cash ist das 13. Studioalbum des US-amerikanischen Country-Sängers Johnny Cash. Es erschien im August 1962 bei Columbia Records unter der Produktion von Don Law und Frank Jones.

## Inhalt
Lost on the Desert ist eine Erzählung über einen Dieb, der aus dem Gefängnis entlassen wird und in der Wüste seine versteckte Beute holen will, wobei ihm der Teufel persönlich einen Strich durch die Rechnung macht und dafür sorgt, dass der Mann verdurstet. I'm Free from the Chain Gang Now erzählt die Geschichte eines Mannes, der nach Jahren aus dem Gefängnis entlassen wird. Delia's Gone handelt von einem Mörder, der nach der Tötung seiner geliebten Delia mit Schuldgefühlen zu kämpfen hat. 
Einen Charterfolg landete der Sänger mit In the Jailhouse Now, ein alter Klassiker von Jimmie Rodgers. Er erreichte Platz acht der Country-Charts und thematisiert einen Glücksspieler, der ins Gefängnis kommt und daraus seine Lehre ziehen soll. In Them Old Cotton Fields Back Home handelt von Baumwollfarmern und ihrer Kindheit. Die restlichen Songs handeln von der Liebe, meist mit einem traurigen Unterton.

## Titelliste
1. Lost on the Desert (Frazier, Billy Mize) – 2:01
2. Accidentally on Purpose (Edwards, George Jones) – 1:56
3. In the Jailhouse Now (Jimmy Rodgers) – 2:23
4. Mr. Lonesome (Glaser) – 2:18
5. You Won't Have Far to Go (Glaser) – 1:50
6. In Them Old Cottonfields Back Home (Leadbelly) – 2:34
7. Delia's Gone (Silbersdorf, Toops) – 2:01
8. I Forgot More Than You'll Ever Know (Null) – 2:27
9. You Remembered Me (Cash) – 2:05
10. I'm Free from the Chain Gang Now (Herscher, Klein) – 1:51
11. Let Me Down Easy (Tompall Glaser, Jim Glaser) – 1:46
12. Sing It Pretty, Sue (Cash) – 2:00